# 124 Alkeste
124 Alkeste (in italiano 124 Alcesti) è un piccolo asteroide della Fascia principale. È composto probabilmente da rocce silicate e nichel e ferro allo stato metallico.
Alkeste fu scoperto il 23 agosto 1872 da Christian Heinrich Friedrich Peters dall'osservatorio dell'Hamilton College di Clinton (New York, USA). Fu battezzato così in onore di Alcesti, una figura della mitologia greca. Il nome fu proposto da Adeline Weiss, moglie dell'astronomo austriaco Edmund Weiss su invito di Peters.
È stata osservata solo un'occultazione stellare di Alkeste. Il 24 giugno 2003 l'asteroide ha eclissato la stella di terza magnitudine Beta Virginis (Zavijava). L'evento è stato osservato dall'Australia e dalla Nuova Zelanda.